# His Hand in Mine
Albums de Elvis Presley
G.I. Blues
(1960) Something for Everybody
(1961)
His Hand in Mine est un album d'Elvis Presley sorti en novembre 1960. Il s'agit du premier de ses trois albums de musique chrétienne contemporaine.

## Titres

### Face 1
1. His Hand In Mine (Mosie Lister) – 3:15
2. I'm Gonna Walk Dem Golden Stairs (Cully Holt) – 1:50
3. In My Father's House (Aileene Hanks, arr. Elvis Presley) – 2:03
4. Milky White Way (Landers Coleman) – 2:12
5. Known Only to Him (Stuart Hamblen) – 2:07
6. I Believe in the Man in the Sky (Richard Howard) – 2:11

### Face 2
1. Joshua Fit the Battle (trad.) – 2:39
2. He Knows Just What I Need (Mosie Lister) – 2:12
3. Swing Down Sweet Chariot (trad.) – 2:32
4. Mansion Over the Hilltop (Ira Stanphill) – 2:55
5. If We Never Meet Again (Albert E. Brumley) – 1:58
6. Working on the Building (Hoyle Bowles) – 1:52

## Musiciens
- Elvis Presley : chant, guitare acoustique
- Scotty Moore : guitare électrique
- Hank Garland : guitare électrique, basse
- Floyd Cramer : piano
- Bob Moore : contrebasse
- D. J. Fontana : batterie
- Buddy Harman : batterie
- Boots Randolph : saxophone
- The Jordanaires : chœurs